# Guato (jezična porodica)
Guatoan, porodica indijanskih jezika s brazilsko-bolivijske granice koja obuhvaća tek jezik i pleme Guató Indijanaca. Rivet i Loukotka (1952) ovu porodicu smatraju za jednu od 108 koliko su ih izbrojili. Greenberg 1987. porodicu guatoan uz još njih 13 klasificira u Veliku porodicu Macro-Ge.
Guató Indijanci, njih oko 382 (1993. SIL) etničkih, žive duž rijeka Paraguai i uz São Lourenço u brazilskoj državi Mato Grosso do Sul, te u susjednoj Boliviji, a tek je 40 ljudi iste godine govorilo materinskim jezikom.

## Vanjske poveznice
- Ethnologue (14th)
- Ethnologue (15th)

Ethnologue (16th)